# Calvin T. Hulburd
Calvin Tilden Hulburd, född 5 juni 1809 i Stockholm, St. Lawrence County, New York, död 25 oktober 1897 i Brasher Falls, New York, var en amerikansk republikansk politiker från delstaten New York. 
Hulburd studerade vid Middlebury College i Vermont. Han fortsatte sedan studierna i juridik vid Yale College. Han inledde 1833 sin karriär som advokat. Han var ledamot av New York State Assembly, underhuset i delstaten New Yorks lagstiftande församling, 1842-1844 och 1862. Han var republikansk ledamot av USA:s representanthus från delstaten New York 1863-1869. I representanthuset var han ordförande i utskottet för offentliga utgifter (Committee on Public Expenditures).